# Asa Lyon

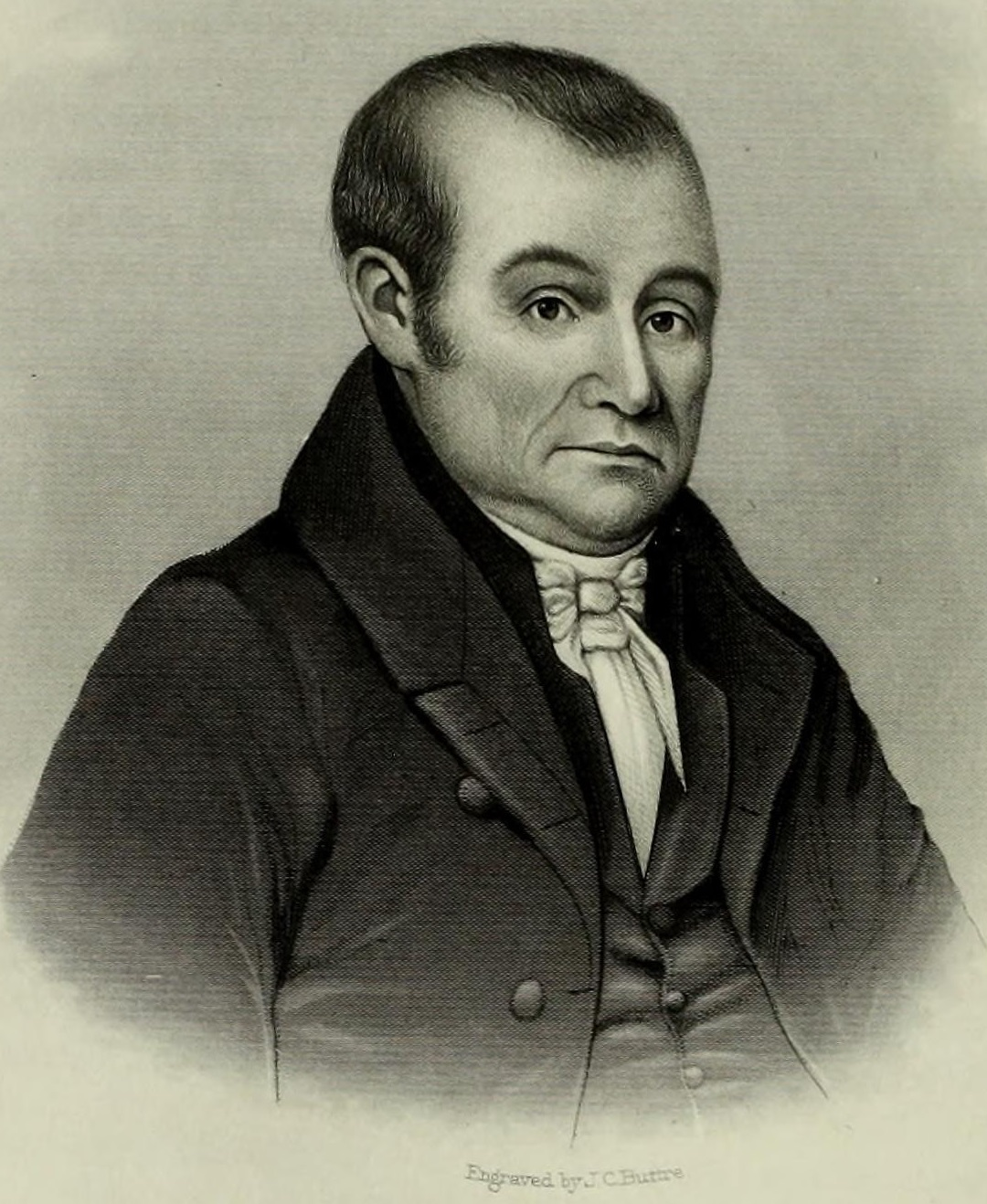
Asa Lyon

Asa Lyon (* 31. Dezember 1763 in Pomfret, Windham County, Colony of Connecticut; † 4. April 1841 in South Hero, Vermont) war ein US-amerikanischer Politiker. Zwischen 1815 und 1817 vertrat er den vierten Wahlbezirk des Bundesstaates Vermont im US-Repräsentantenhaus.

## Werdegang
Asa Lyon besuchte die öffentlichen Schulen seiner Heimat und danach bis 1790 das Dartmouth College in Hanover (New Hampshire). Anschließend studierte er Theologie und wurde im Jahr 1792 als Pastor der Congregational Church in Sunderland (Massachusetts) ordiniert. Zwei Jahre später zog er nach South Hero in Vermont und studierte Jura. Zwischen 1802 und 1840 war Lyon neben seinen politischen Tätigkeiten auch als Pastor von South Hero tätig.
Politisch war Lyon Mitglied der Föderalistischen Partei. Zwischen 1799 und 1814 war er mehrfach, mit Unterbrechungen, Abgeordneter im Repräsentantenhaus von Vermont. Im Jahr 1808 war er dort Staatsrat. Von 1805 bis 1809 und nochmals von 1813 bis 1814 amtierte er als Vorsitzender Richter am Bezirksgericht im Grand Isle County. Bei den Kongresswahlen des Jahres 1814 wurde Lyon im vierten Distrikt von Vermont in das US-Repräsentantenhaus in Washington, D.C. gewählt. Dort trat er am 4. März 1815 die Nachfolge von Charles Rich an. Bis zum 3. März 1817 konnte er aber nur eine Legislaturperiode im Kongress absolvieren.
Nach seiner Zeit im Kongress zog sich Asa Lyon aus der Politik zurück. Er war weiterhin als Pastor in South Hero tätig. Dort ist er im April 1841 auch verstorben.